# کارل موکل
کارل ارنست موکل (۹ ژانویه ۱۹۰۱–۲۸ ژانویه ۱۹۴۸) یک افسر نازی با رتبه اس‌اس-اوبراشتورمبانفورر (سرهنگ) و مدیر در اردوگاه کار اجباری آشویتس بود. او به عنوان جنایتکار جنگی اعدام شد.

## زندگی‌نامه
موکل در کلینگنتال، آلمان به دنیا آمد و پس از تحصیل در دبیرستان، به عنوان حسابدار مشغول به کار شد. در سال ۱۹۲۶، او به حزب نازی و شوتز اشتافل پیوست. از سال ۱۹۳۳–۱۹۴۱، او در دفاتر اصلی اس‌اس، از جمله اداره اصلی اقتصادی و اجرایی اس‌اس کار کرد. در سال ۱۹۴۱، وی به وافن اس‌اس، بازوی نظامی اس‌اس پیوست و در یک گردان ذخیره خدمت کرد. در بهار ۱۹۴۳، وی به عنوان سرپرست اداری به اردوگاه آشویتس فرستاده شد.

## در آشویتس
موکل تا هنگام برچیده شدن اردوگاه در ژانویه ۱۹۴۵ در آن ماند. به عنوان رئیس بخش چهارم (اداری)، او مسئول خرید و پخش غذا و پوشاک و مدیریت دارایی‌های زندانیان بود. افزون بر این، بخش چهارم شامل مدیریت دارایی‌های مصادره شده از زندانیان اعدام شده، و همچنین نگهداری ساختمان، که شامل رسیدگی به وضع اتاق‌های گاز و کوره‌های آدم‌سوزی بود، می‌شد. از این روی، مسئولیت‌های موکل همچنین اجرای هولوکاست را آسان می‌کردند.
به دلیل حجم زیاد پول و اشیای گرانبها (اغلب جواهرات و ساعت‌های ساخته شده از فلزات گرانبها) که از زندانیان گرفته شده بودند، مردان اس‌اس زیر فشار کاری زیادی برای بازرسی، مرتب‌سازی و شمارش این اشیای گرانبها بودند. به گفته موکل، هر فصل پانزده تا بیست چمدان از اشیای گرانبها به اداره وی فرستاده می‌شد.

## دادگاهی
پس از جنگ، موکل در دادگاه عالی ملی در کراکوف محاکمه و به اعدام محکوم شد. حکم وی در ۲۸ ژانویه ۱۹۴۸ در زندان مونتلوپیچ، کراکوف، با به دار آویخته شدن اجرا شد. با داشتن درجه اس‌اس-اوبراشتورمبانفورر (سرهنگ دوم، درجه‌ای که رودولف هوس نیز در اختیار داشت)، موکل به همراه آرتور لیبهنشل بالاترین درجه‌داری بود که در دادگاه آشویتس دادگاهی شد.